# Lwowiec
Lwowiec (niem. Löwenstein) – wieś w Polsce położona w województwie warmińsko-mazurskim, w powiecie bartoszyckim, w gminie Sępopol. W latach 1975–1998 miejscowość administracyjnie należała do województwa olsztyńskiego. W latach 1973–1977 Lwowiec należał do gminy Skandawa. Od 1977 wieś włączono do gminy Sępopol.
Współcześnie wieś słynie z dużej liczby gnieżdżących się bocianów, w tym na dachu kościoła. Przez wieś przepływa struga Mamlak. Na północny wschód, w kierunku na Garbno, znajduje się obszar leśny, nazywany przez ludność miejscową Hajny. W lesie w czasie drugiej wojny światowej znajdowały się niemieckie magazyny amunicji. Do chwili obecnej znajdowane są fragmenty łusek, amunicji i prochu. Teren leśny w drugiej połowie XX w. był powiększony poprzez nasadzenia na gruntach rolniczych. Na skraju lasu od strony Krelikiejm wzniesiono znacznej wysokości drewnianą wieżę. Budowla była wykonana z nieimpregnowanego drewna, obecnie nie istnieje.

## Historia
Wieś została założona na porębie leśnej przez krzyżaków, lokowana na prawie chełmińskim przez wielkiego mistrza Winricha von Kniprode w 1366 r. Lwowiec w tym czasie miał powierzchnię 64 włók, w tym sześć sołtysa i cztery parafii. Czynsz wynosił po pół grzywny od włóki. Chłopi zobowiązani byli także do szarwarku. We wsi były dwie karczmy, od każdej z nich pobierano czynsz po dwie grzywny i siedem skojców. Pierwszymi osadnikami byli Niemcy i prawdopodobnie Prusowie (osadnictwo polskie tutaj prawdopodobnie nigdy nie dotarło). Do roku 1506 w dokumentach wieś figurowała pod nazwą Lebenstein, później - Lawenstein. W XVI wieku pojawia się nazwa Loewenstein (Löwenstein).
Po sekularyzacji zakonu była to wieś książęca, później królewska. W 1785 r. we wsi znajdowało się 37 domów. W latach 1818–1946 r. wieś należała do powiatu gierdawskiego.
W 1983 r. we wsi było 50 gospodarstw rolniczych, gospodarujących na 443 ha oraz utrzymujących 303 sztuk bydła, 346 trzody chlewnej, 34 owce i 35 koni. We wsi w tym czasie było 41 budynków mieszkalnych z 249 osobami.

## Parafia
Parafia przed reformacją należała do archiprezbiteratu sępopolskiego. Obecnie kościół parafialny pw. Matki Boskiej Szkaplerznej należy do dekanatu sępopolskiego. Od 6 lipca 1989 r. znajduje się tu Sanktuarium Matki Boskiej Szkaplerznej, erygowane przez biskupa warmińskiego Edmunda Piszcza, na prośbę księży salezjanów. Do parafii należy także kościół filialny w Dzietrzychowie.

## Szkoła
Przykościelna szkoła powstała w okresie Reformacji. W 1737 r. przekształcona została na szkołę ludową. Uczyło w niej dwóch nauczycieli – rektor (pierwszy nauczyciel) oraz kantor (drugi nauczyciel, będący jednocześnie organistą w kościele). W 1935 r. w dwuizbowej i dwuklasowej szkole pracowało dwóch nauczycieli a uczyło się 87 dzieci. W niższej klasie (program od pierwszej do czwartej klasy) uczyło się 51 dzieci, natomiast w klasie wyższej (program od piątej do ósmej) było 36 dzieci.

## Zabytki
We wsi znajduje się gotycki kościół obronny, ufundowany najprawdopodobniej przez Konrada von Wallenrode w latach 1372-1374. Kolatorem kościoła był Mikołaj Reuter, który miał wpływ na wybór proboszcza w roku 1480, Georgiusa Satoriusa. W tym czasie do parafii należała wieś Krelikiejmy. W 1525 r. kościół został przejęty przez ewangelików i niebawem stał się kościołem filialnym kościoła w Garbnie.
Budowla gotycka o charakterze obronnym, salowa, z wieżą w zachodniej części, zakrystia z północnej i przeciwległa do niej kruchta. Fundamenty wykonane z kamieni polnych, mury – z cegły. Nawę o wymiarach 23 m na 10 m wzniesiono pod koniec XIV w., później powstało przyziemie wieży (podstawa wieży ma 4 m na 4,32 m), którą podwyższono pod koniec XV w. do wysokości 24 m. Nawa styka się z przedsionkiem (od południowej strony), a z przeciwległej z zakrystią, dobudowana w XV w., tylny szczyt rozbudowany, z pinaklami na uskokach. Wieża remontowana była dwukrotnie (wskazują na to chorągiewki z datami 1688, 1800), jej dach przesłaniają neogotyckie szczyty ozdobione półkolami, sterczynami i ażurowymi sercami. Kościół uszkodzony został przez orkan w 1818 r. Neogotyckie szczyty oraz dach pochodzą z 1860 r.
We wnętrzu zachował się późnogotycki tryptyk (z ok. 1500 r.) i bogato zdobiona manierystyczna ambona z lat 1608-1609, zdobiona ornamentem okuciowym. Stalle pochodzą z XV w., natomiast drewniane epitafium – z roku 1609. Drewniana rzeźba, znajdująca się w tryptyku, przedstawiająca Madonnę z Dzieciątkiem, datowana jest na koniec XV w. Rzeźba ta została w drugiej połowie XX w. przeniesiona do Muzeum Warmii i Mazur w Olsztynie.

## Ochrona przyrody
Wieś i jej okolice wchodzą w skład obszaru Natura 2000, a mianowicie obszaru specjalnej ochrony ptaków Ostoja Warmińska. Obszar ten został powołany m.in. w celu ochrony siedlisk bociana białego, gatunku bardzo bogato reprezentowanego w Lwowcu. Na południe od wsi rozciąga się Obszar Chronionego Krajobrazu Doliny Rzeki Guber.

## Galeria zdjęć

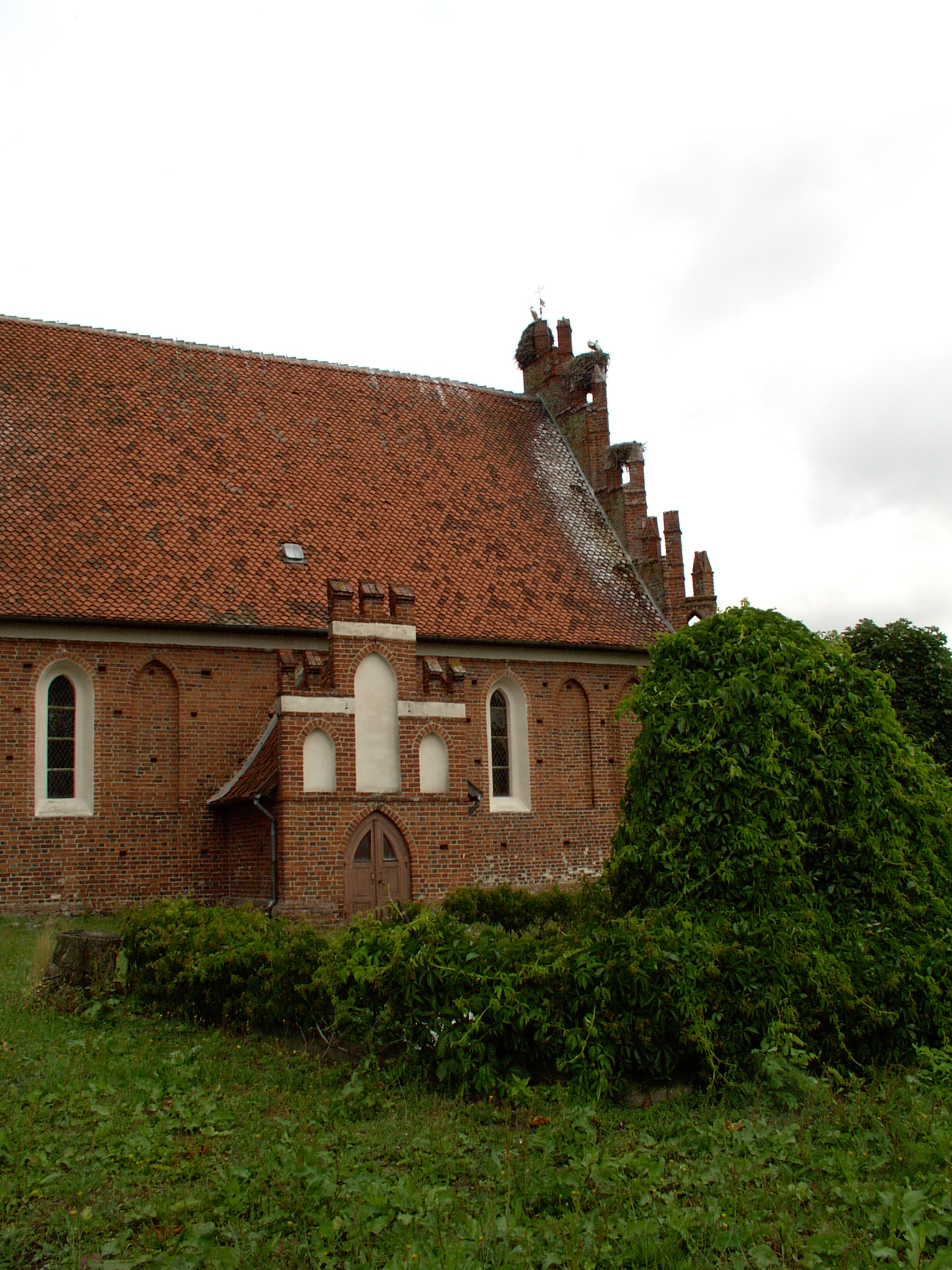
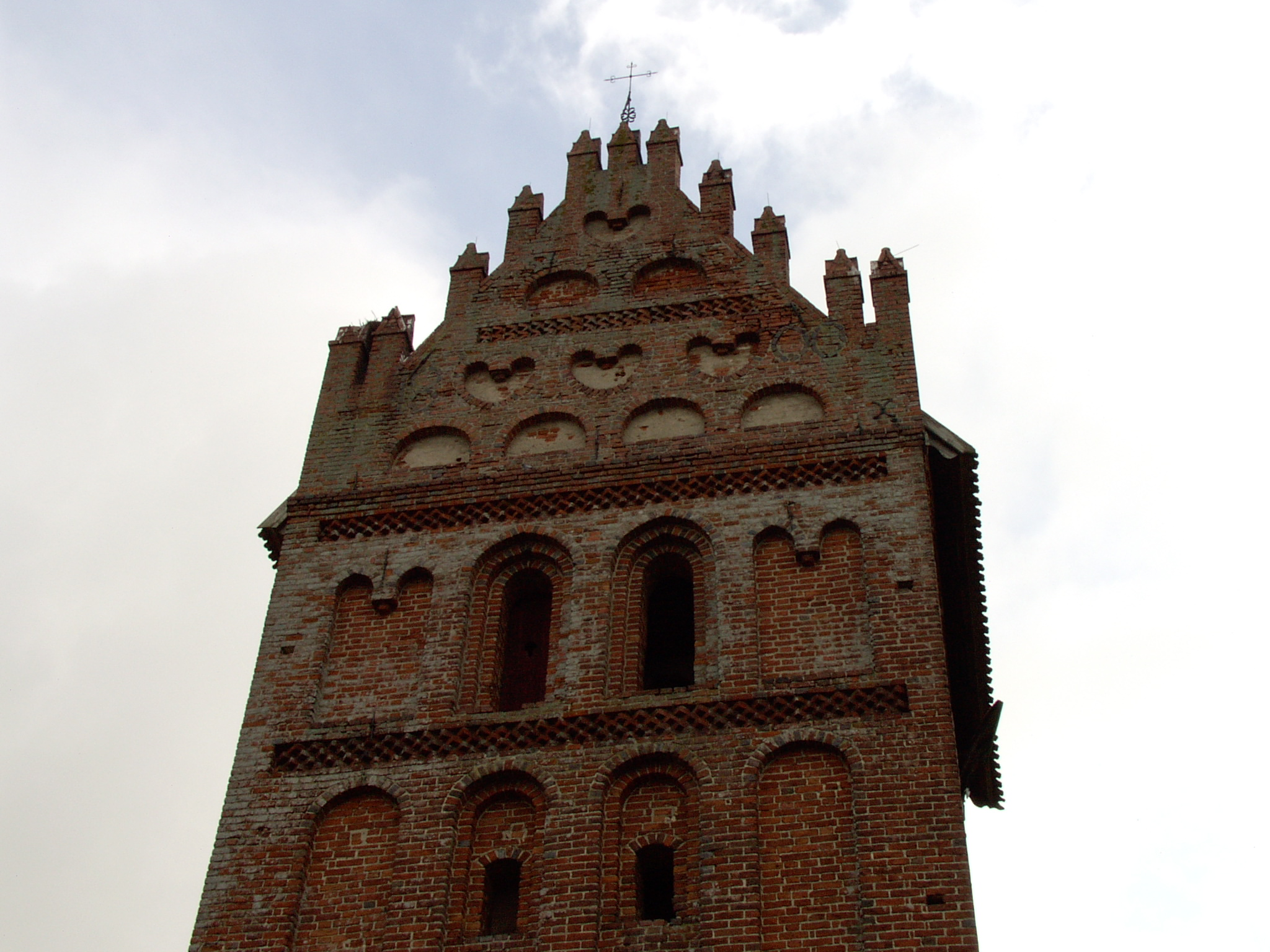
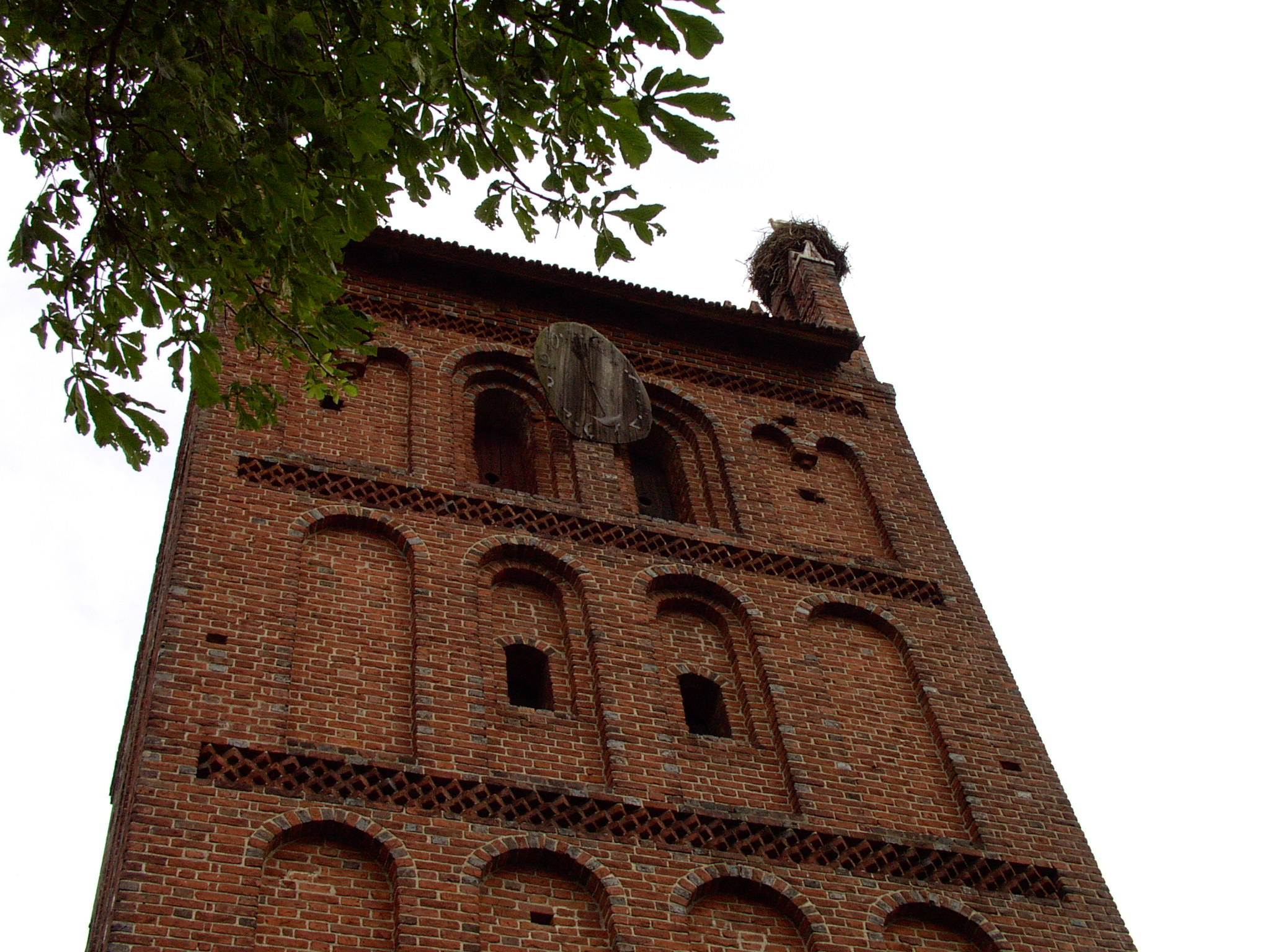

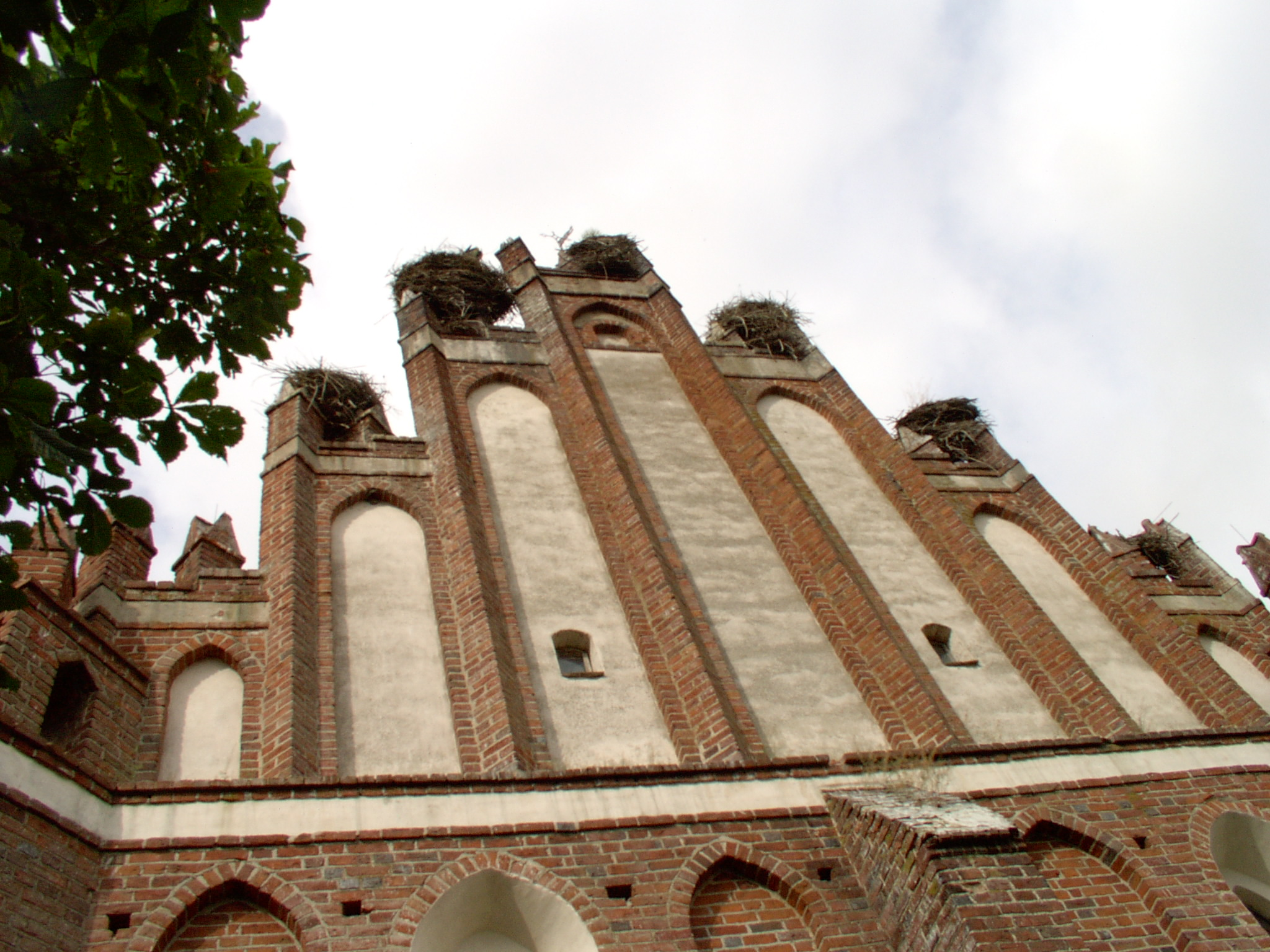
Gniazda bocianie na szczycie kościoła we Lwowcu
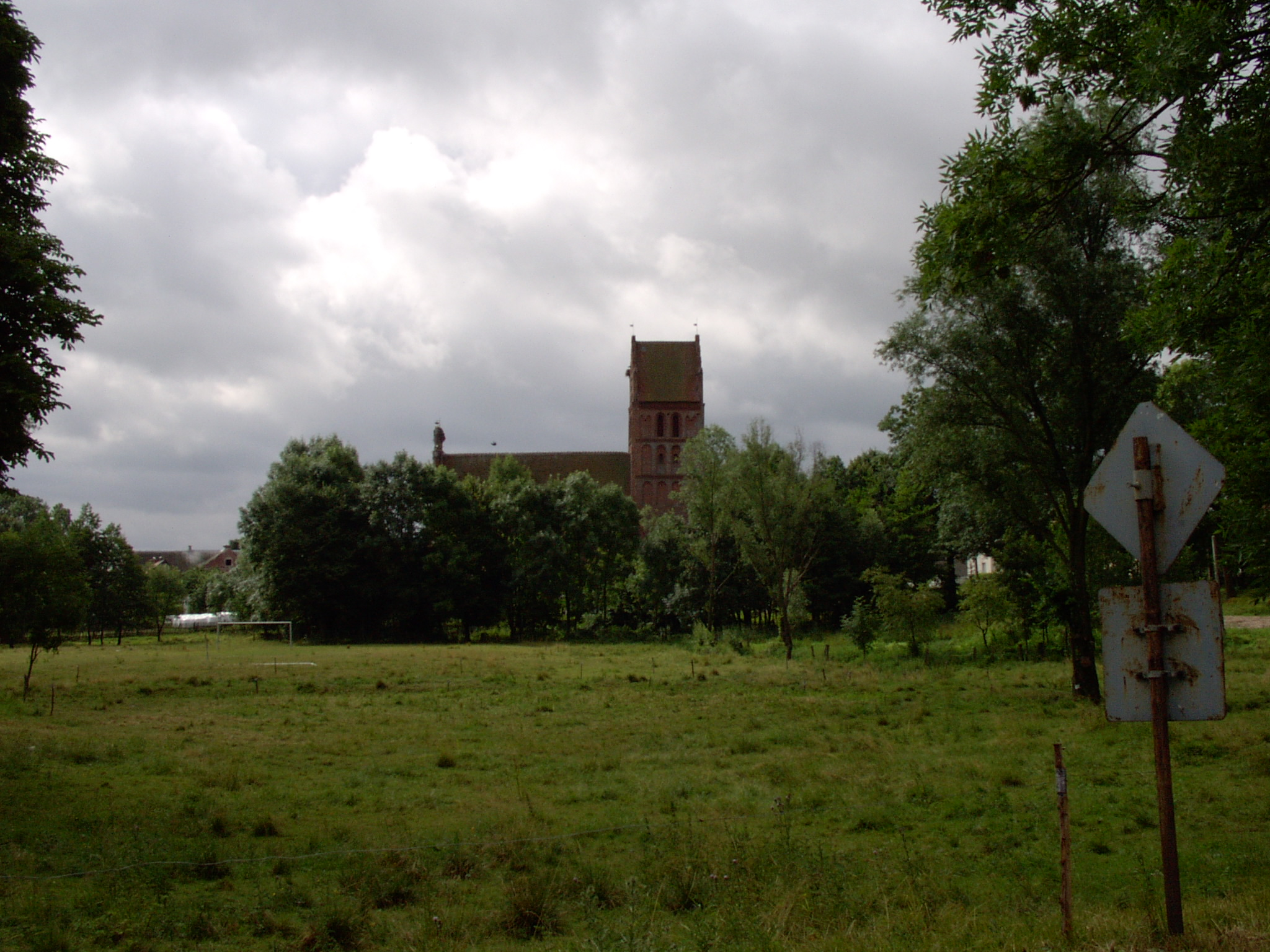
Widok na kościół we Lwowcu
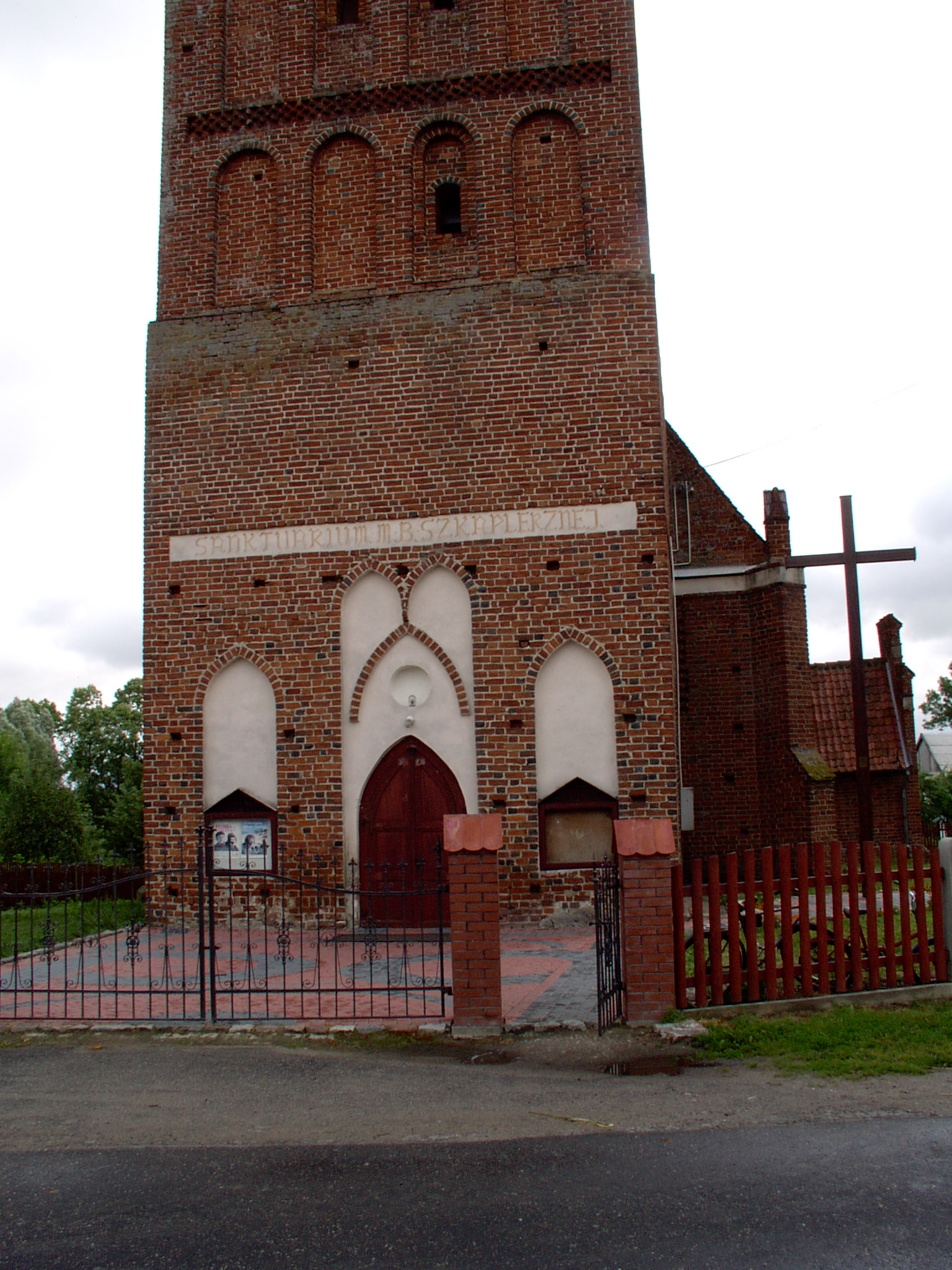